# Frank Kermode
Sir John Frank Kermode, FBA (29 de novembro de 1919 - 17 de agosto de 2010 ) foi um notável crítico literário britânico muito conhecido pela sua obra escrita em 1967 "The Sense of an Ending: Studies in the Theory of Fiction" e pelas suas extensas revisões e edições de livros.
Ele foi Lord Northcliffe Professor de Literatura Inglesa Moderna na University College London e King Edward VII Professor de Literatura Inglesa na Universidade de Cambridge .
Kermode era conhecido por muitos trabalhos de crítica e também como editor da popular série Fontana Modern Masters de introduções aos pensadores modernos. Ele foi um colaborador regular da London Review of Books e da The New York Review of Books .

## Infância e educação
Nasceu na Ilha de Man, foi filho único e filho mais velho de John Pritchard Kermode (1894–1966) e Doris Pearl (1893–1967), nascida Kennedy. Seu pai era motorista de caminhão de entrega e almoxarifado de uma empresa de balsas, e sua mãe, uma "fazenda", era garçonete. A família era de “recursos extremamente modestos” e “lutava para manter um padrão de vida respeitável, mas sempre precário”. A família Kermode - que, de acordo com as reminiscências de Kermode, tinha "algum tipo de conexão com o País de Gales" - nas gerações anteriores estava um pouco mais confortável financeiramente; O avô de Kermode era organista, e sua avó, que se casou novamente quando viúva, passou a possuir um armazém geral/sem licença. Seu novo marido "encenou um assalto à loja e roubou o estoque e... ela faliu". O pai de Kermode, ao retornar do serviço na Primeira Guerra Mundial, descobrindo que agora não havia negócios de família, "aceitou empregos temporários e depois conseguiu o que achou ser um emprego que o ajudaria, como lojista e permaneceu nisso por o resto de sua carreira". O pai de Kermode aposentou-se após a Segunda Guerra Mundial, e ele e sua esposa ficaram com a saúde debilitada; A mãe de Kermode sofria de demência e seu pai era "um diabético extremo", morrendo de diabetes enquanto residia em uma casa de repouso. Kermode, tendo ficado em primeiro lugar nos exames que permitiam a frequência, foi educado na Douglas High School for Boys e na Universidade de Liverpool . Serviu na Marinha Real durante a Segunda Guerra Mundial, durante seis anos no total, grande parte deles na Islândia.

## Carreira
Começou sua carreira acadêmica como professor no King's College, Durham University, em 1947. Mais tarde,  lecionou na Universidade de Reading a partir de 1949, onde produziu a edição Arden de A Tempestade de Shakespeare. Ele ocupou cargos de professor na Universidade de Manchester (1958) e na Universidade de Bristol (1965), antes de ser nomeado para a cátedra Lord Northcliffe na University College London (UCL) em 1967. Sob Kermode, o Departamento de Inglês da UCL presidiu uma série de seminários de pós-graduação que abriram novos caminhos ao apresentar pela primeira vez a teoria crítica francesa contemporânea à Grã-Bretanha.
Kermode foi colaborador durante vários anos da revista literária e política Encounter e em 1965 tornou-se co-editor. Ele renunciou em dois anos, quando ficou claro que a revista era financiada pela CIA.
Em 1974, Kermode assumiu o cargo de Professor Rei Eduardo VII de Literatura Inglesa na Universidade de Cambridge. Ele renunciou ao cargo no ano de 1982, pelo menos em parte por causa do acirrado debate sobre o mandato em torno de Colin MacCabe . Ele então se mudou para a Universidade de Columbia, onde foi Julian Clarence Levi Professor Emérito em Humanidades. Em 1975-76 ele realizou o Norton Lectureship na Universidade de Harvard.

## Prêmios e reconhecimentos
Em 1991, foi nomeado cavaleiro. Poucos meses antes da morte de Kermode, o estudioso James Shapiro o descreveu na seguinte forma "o melhor leitor vivo de Shakespeare em qualquer lugar, sem dúvida".
Kermode faleceu em 17 de agosto de 2010, em Cambridge.

### Vida pessoal
Casou-se duas vezes. Foi casado com a Maureen Eccles de 1947 à 1970. O casal teve gêmeos. Seu segundo casamento foi com a estudiosa americana Anita Van Vactor. O casal co-editou The Oxford Book of Letters (1995).
Em setembro de 1996, ele mandou remover e destruir caixas contendo livros e manuscritos valiosos em um carrinho de lixo por uma equipe de coleta de lixo da Câmara Municipal de Cambridge (em vez da empresa de remoção contratada para transferi-los para outra casa). Ele processou a CCC em £ 20.000; o Conselho negou responsabilidade.

## Posições academicas
- Professor, Universidade de Durham (1947–49)
- Professor, Universidade de Reading (1949–58)
- John Edward Taylor Professor de Literatura Inglesa, Universidade de Manchester (1958–65)
- Professor Winterstoke de Inglês, Universidade de Bristol (1965–67)
- Lord Northcliffe Professor de Literatura Inglesa Moderna, University College London (1967–74)
- Membro Honorário, University College London (1996–2010)
- Rei Eduardo VII Professor de Literatura Inglesa, Universidade de Cambridge (1974–82)
- Membro do King's College, Cambridge (1974–87)
- Charles Eliot Norton Professor de Poesia, Universidade de Harvard (1977–78)
- Julian Clarence Levi Professor de Humanidades, Universidade de Columbia (1982–84)
- Membro Honorário, King's College, Cambridge (1988–2010)

## Funciona
- English Pastoral Poetry from the Beginnings to Marvell, (1952), Life, Literature and Thought Library, Harrap, ISBN 0-393-00612-3, OCLC 230064261
- The Arden Edition of the Works of William Shakespeare: The Tempest (1954) London: Methuen, OCLC 479707500
- Seventeenth Century Songs, now first printed from a Bodleian manuscript (1956), ed. with John P. Cutts. Reading University School of Art, OCLC 185784945
- John Donne (1957), London: Longmans, Green & Co., ISBN 0-582-01086-1, OCLC 459757847
- Romantic Image (1957), Routledge & Kegan Paul, ISBN 0-00-632801-6, OCLC 459757853
- The Living Milton: essays by various hands, collected and edited by Frank Kermode (1960), Routledge & Kegan Paul, OCLC 460313451
- Wallace Stevens (1961), Evergreen pilot books, EP4, New York: Grove Press, ISBN 0-14-118154-0, OCLC 302326
- Puzzles and Epiphanies: essays and reviews 1958–1961 (1962), London: Routledge & Kegan Paul, OCLC 6516698
- Discussions of John Donne. Edited with an introduction by Frank Kermode (1962), Boston: D. C. Heath & Co., OCLC 561198453
- Spenser and the Allegorists (1962), London: Oxford University Press, OCLC 6126122
- William Shakespeare: the final plays (1963), London: Longmans, Green & Co., OCLC 59684048
- The Patience of Shakespeare (1964), New York: Harcourt, Brace & World, OCLC 10454934
- The Integrity of Yeats (1964), with Donoghue, Denis, Jeffares, Norman, Henn, T. R., and Davie, Donald (1964), Cork: Mercier Press, ISBN 0-88305-482-5, OCLC 1449245
- Spenser: selections from the minor poems and The Faerie Queene (1965), London: Oxford University Press, OCLC 671410
- On Shakespeare's Learning (1965), Manchester: Manchester University Press, OCLC 222028401
- Four Centuries of Shakespearian Criticism (1965) Rouben Mamoulian Collection (Library of Congress) (1965), Avon library, OS2, New York: Avon Books, ISBN 0-380-00058-X, OCLC 854327
- The Humanities and the Understanding of Reality (1966), with Beardsley, Monroe C., Frye, Northrop, Bingham, Barry; Thomas B. Stroup, ed. Lexington: University of Kentucky Press, OCLC 429358239
- The Sense of an Ending: Studies in the Theory of Fiction (1967; 2nd edition 2000), New York: Oxford University Press, ISBN 0-19-513612-8, OCLC 42072263
- Marvell: selected poetry (1962), New York: New American Library, ISBN 0-416-40230-5, OCLC 716175
- Continuities (1968), New York: Random House, ISBN 0-7100-6176-5, OCLC 166560
- The Poems of John Donne (1968), Cambridge: University Printing House, OCLC 601720173
- Shakespeare: King Lear: a casebook (1969), Casebook series, London: Macmillan, ISBN 978-0-333-06003-2
- The Metaphysical poets,(1969), Fawcett Pub. Co, OCLC 613406485
- On Poetry and Poets by T. S. Eliot (1969) editor
- Modern Essays (1970), London: Collins, ISBN 0-00-632439-8, OCLC 490969948
- Shakespeare, Spenser, Donne (1971), London, Routledge & Kegan Paul, ISBN 0-00-633168-8, OCLC 637793898
- The Oxford Reader: varieties of contemporary discourse (1971), ed. with Poirier, Richard. (1971), New York: Oxford University Press, ISBN 0-19-501366-2, OCLC 145191
- Lawrence (1973), London: Fontana Modern Masters, ISBN 0-670-27130-6, OCLC 628922
- The Oxford Anthology of English Literature: The Middle Ages Through the 18th Century  (1973) ed. with John Hollander, two vols.
- English Renaissance Literature, Introductory Lectures (1974), with Stephen Fender and Kenneth Palmer
- The Classic: literary images of permanence and change (1975), New York, Viking Press, ISBN 0-670-22508-8, OCLC 1207405
- Selected Prose of T. S. Eliot (1975), London, Faber and Faber, OCLC 299343248
- The Genesis of Secrecy: on the interpretation of narrative (1979), Charles Eliot Norton lectures, Cambridge, Massachusetts; London: Harvard University Press, ISBN 0-674-34525-8, OCLC 441081372
- The Art of Telling: essays on fiction (1983), Cambridge, Massachusetts: Harvard University Press, ISBN 0-674-04828-8, OCLC 9283076
- Forms of Attention (1985), Chicago: University of Chicago Press, ISBN 0-226-43168-1, OCLC 11518139
- The Literary Guide to the Bible (1987), ed. with Robert Alter, London, Collins & Sons, OCLC 248461187
- History and Value (1988), Clarendon lectures and Northcliffe lectures 1987, Oxford: Clarendon Press, ISBN 0-19-812381-7, OCLC 613291093
- An Appetite for Poetry: essays in literary interpretation (1989), London: Collins, ISBN 0-00-686181-4, OCLC 20419496
- Poetry, Narrative, History (1989), Oxford: Blackwell, ISBN 0-631-17265-3, OCLC 283038643
- Andrew Marvell (1990), ed. with Keith Walker, Oxford: New York, Oxford University Press, OCLC 21335465
- The Uses of Error (1990), London: Collins, ISBN 0-674-93152-1, OCLC 246587512
- An Unmentionable Man (1994), ed. with Edward Upward, London: Enitharmon Press, OCLC 407255162
- The Oxford Book of Letters (1995), ed. with Anita Kermode, Oxford: Oxford University Press, OCLC 406986931
- Not Entitled: a memoir (1995), New York: Farrar, Straus and Giroux, ISBN 0-374-18103-9, OCLC 32544681
- Stevens: collected poetry and prose (1997), ed. with Joan Richardson, New York: Library of America, ISBN 1-883011-45-0, OCLC 470040871
- The Mind Has Mountains: a.alvarez@lxx (1999), ed. with Anthony Holden, et al, Cambridge: Los Poetry Press, OCLC 42309776
- Edward Upward: a bibliography 1920–2000 (2000), ed. with Alan Walker, London: Enitharmon Press, OCLC 49843441
- Shakespeare's Language (2000), New York: Farrar, Straus and Giroux, ISBN 0-374-22636-9, OCLC 42772306
- Pleasing Myself: from Beowulf to Philip Roth (2001), London: Allen Lane, ISBN 0-7139-9518-1, OCLC 462323235
- life.after.theory (interview) (2003), Michael Payne, John Schad, eds.London; New York: Continuum, OCLC 51567851
- Pieces of My Mind: writings 1958–2002 (2003) (American edition subtitled essays and criticism 1958–2002), London: Allen Lane, ISBN 0-7139-9673-0, OCLC 52144014
- The Age of Shakespeare (2004), London: Weidenfeld & Nicolson, ISBN 0-679-64244-7, OCLC 59277844
- Pleasure, Change, and Canon (2004), with Robert Alter, The Berkeley Tanner lectures, Oxford University Press, ISBN 978-0-19-517137-2
- The Duchess of Malfi: seven masterpieces of Jacobean drama (annotated edn; 2005), Modern Library, ISBN 978-0-679-64243-5
- Concerning E. M. Forster (2009), Farrar, Straus and Giroux, ISBN 978-0-374-29899-9
- Bury Place Papers: essays from the London Review of Books (2009), London Review of Books, ISBN 978-1-873092-04-0